# Rombiz
Rombiz este o rețea de magazine de electronice și electrocasnice din România.
Rețeaua este operată de compania Rombiz Impex, deținută de antreprenorii de origine turcă Mroueh Hessam și Mroueh Ildiko Elisabet.
În anul 2009, rețeaua avea 66 de magazine.
Tot în anul 2009, compania a intrat în insolvență.
Cifra de afaceri:
- 2007: 50 milioane euro[1]
- 2006: 44 milioane euro[3]